# German Challenge
Die German Challenge war ein hochrangiges Badmintonturnier, welches jährlich von 1989 bis 2009 in Schwetzingen ausgetragen wurde. In den ersten beiden Jahren wurde es als Abschluss der deutschen Ranglistensaison mit je acht Herreneinzeln und Dameneinzeln durchgeführt. 1991 wurde die Anzahl der Disziplinen auf fünf erhöht und es wurden deutlich mehr Starter zugelassen. Neu war 1989 für einen nationalen Wettbewerb, dass Preisgeld ausgeschüttet wurde.

## Die Sieger
| Jahr | Herreneinzel      | Dameneinzel         | Herrendoppel                     | Damendoppel                          | Mixed                                 |
| ---- | ----------------- | ------------------- | -------------------------------- | ------------------------------------ | ------------------------------------- |
| 1989 | Guido Schänzler   | Katrin Schmidt      | nicht ausgetragen                | nicht ausgetragen                    | nicht ausgetragen                     |
| 1991 | Guido Schänzler   | Nicole Baldewein    | Chen Jin Li Ang                  | Kerstin Weinbörner Nicole Baldewein  | Michael Keck Anne-Katrin Seid         |
| 1992 | Yoseph Phoa       | Christine Skropke   | Michael Keck Uwe Ossenbrink      | Anne-Katrin Seid Nicole Baldewein    | Michael Keck Karen Stechmann          |
| 1993 | Bram Fernardin    |                     |                                  |                                      |                                       |
| 1995 | Hargiono          | Heidi Dössing       | Yoseph Phoa Iguh Donolego        |                                      |                                       |
| 1996 | Dharma Gunawi     | Nicole Grether      | Yoseph Phoa Dharma Gunawi        | Sandra Beißel Nicol Pitro            | Kai Mitteldorf Viola Rathgeber        |
| 1998 | Bram Fernardin    | Heike Franke        |                                  | Claudia Vogelgsang Heike Stohlmann   | Jacek Hankiewicz Helle Ankjær Nielsen |
| 2002 | Marc Zwiebler     | Juliane Schenk      | Björn Siegemund Ingo Kindervater | Juliane Schenk Sandra Marinello      | Björn Siegemund Nicol Pitro           |
| 2008 | Dieter Domke      | Johanna Goliszewski | Peter Käsbauer Oliver Roth       | Kathrin Piotrowski Michaela Peiffer  | Peter Käsbauer Nicol Bittner          |
| 2009 | Alexander Roovers | Mona Reich          | Maurice Niesner Till Zander      | Johanna Goliszewski Michaela Peiffer | Hendrik Westermeyer Laura Ufermann    |